# ブリストル F.2 ファイター
ブリストル F.2 ファイター
オーストラリア空軍のF.2B
- 用途：多用途戦闘機
- 分類：複座複葉機
- 設計者：フランク・バーンウェル
- 製造者：ブリストル飛行機
- 運用者：イギリス空軍ほか多数
- 初飛行：1916年9月9日[1]
- 生産数：5,329機[1]
- 生産開始：1916年
- 運用開始：1917年
- 退役：1930年代
- 運用状況：退役

ブリストル F.2 ファイター（Bristol F.2 Fighter）はブリストル飛行機会社が製作し、第一次世界大戦でイギリス陸軍航空隊が使用した複葉・複座の戦闘機・偵察機。単に「ブリストル ファイター」という通称で呼ばれることが多い（本文においてもそのように記述する）。また、愛称として「ブリスフィット（Brisfit）」、「ビフ（Biff）」などとも呼ばれる。
本機は複座であるにもかかわらず、単座のブリストル スカウト戦闘機に匹敵する運動性を備えていた。その初陣は散々な結果に終ったが、性能に見合った戦法を取ることで名誉を挽回し、5,000機を超える生産が行われた。そしてその堅固な設計により、1930年代まで現役にとどまった。また、余剰となった機体は民間航空で広く用いられた。

## 設計と生産

### タイプ12（F.2A）
ブリストル ファイターの設計の基礎的な部分は、1916年3月にフランク・バーンウェルが行った、当時のR.A.F..E.8やアームストロング・ホイットワースF.K.8と同規模の航空機についての研究に基づいている。「タイプ9（R.2A）」は160馬力のビアードモア・エンジンを、同じく「タイプ9（R.2B）」はイスパノ・スイザの150馬力エンジンを装備するものだったが、実機製作が行われる前にロールス・ロイス ファルコンIを装備するよう設計変更が行われた。この「タイプ12（F.2A）」はよりコンパクトなデザインとなっており、当初から複座の戦闘機として設計されていた。このタイプに至ってようやく実機の製作が行われ、F.2Aは1916年9月9日に初飛行した。本機は当時のイギリス複座戦闘機の標準的な武装である、前方向けのヴィッカース製プロペラ同調7.7mm機銃1挺と、後方の観測員席の旋回リングに装着された7.7mm旋回式ルイス機銃1挺を備えていた。

### タイプ14（F.2B）
F.2Aの生産は52機で終了し、その後の生産はブリストル ファイターの決定版である「タイプ14（F.2B)」に移行した。F.2Bは1916年10月25日に初飛行した。最初の約150機はファルコンIまたはファルコンIIエンジンを装備したが、それ以降はファルコンIIIを装備し、最高速度は123マイル/h（198 km/h）に達した。F.2BはF.2Aより16 km/h以上速く、また10,000 フィート（3,000 m）に達するまでの時間も3分以上速かった。後席のルイス機銃にはしばしば2挺目が追加された。

### タイプ15～17
この時期、すべてのタイプのロールス・ロイス航空エンジンが不足しており、ロールス・ロイス ファルコンも例外ではなかった。ブリストル ファイターをイギリスの標準の複座戦闘機とする計画は、この、ファルコン・エンジンが足りないという単純な障害によって停滞した。しかし、代わりとなる充分に強力で信頼できるエンジンを見出す努力は失敗に帰した。
「タイプ15」は、200馬力のサンビーム・アラブ・エンジンを装備していた。このエンジンは慢性的な振動の問題を抱えており、長期間にわたる調整にもかかわらず、「アラブ・ブリストル」は成功しなかった。アラブ・エンジン装備のブリストル機は、戦争の末期になってようやく前線に登場したが、大部分のイギリス偵察部隊は、戦争の終わりまで、旧式のR.E.8とF.K.8で乗り切らなければならなかった。
「タイプ16」は200馬力のイスパノスイザ・エンジンを装備していた。これは、「アラブ」よりはよく動いたが、ファルコンほどには有用でなく、おまけにこのエンジンは S.E.5a戦闘機やソッピース・ドルフィン戦闘機のために必要とされていた。300馬力のイスパノ・スイザ・エンジンを装備した「タイプ17」も提案されたが、大戦中はほとんど製作されなかった。
そのほか、F.2Bには200馬力のR.A.F. 4dエンジンや、180 馬力のウォルズリー・ヴァイパー、230馬力のアームストロング・シドレー・プーマなどの装備も検討された。

### タイプ22
その他、星型エンジンないし星型回転式（ロータリー）エンジン装備の「タイプ22（F2C）」も何種類か提案された。200馬力のサルムソン星型エンジン、300馬力のABC・ドラゴンフライ星型エンジン（「タイプ22A」）、230馬力のベントレー・BR.2ロータリーエンジン（「タイプ22B」）などである。

### アメリカでの生産
アメリカ合衆国でブリストル ファイターを生産するという試みもなされたが、エンジンにリバティL-12を選択するという誤った決定のためにうまくいかなかった。全般的に言って、ブリストル機へのエンジン選択の誤りは、それが非常に重く、大きかったためであった。アメリカのブリストル ファイターにより適するリバティ8や300馬力のイスパノ・スイザへのエンジン換装の試みも行われたが技術的のみならず政治的な問題まで引き起こしてしまい、ブリストル ファイターはアメリカではついに実用化されなかった。

### 第一次大戦後
F.2Bの戦後の発達は「タイプ14（F.2B Mk II）」から始まった。これは複操縦装置つきの複座複葉機で、砂漠用の装備や熱帯用冷却システムを備えており、1919年12月に初飛行し、435機が製作された。発展型である「タイプ96（ファイター Mk III）」と「タイプ96A（ファイター Mk VI）」は構造が強化されており、1926年から1927年にかけて50機が製作された。

## 経歴
ごく初期の空中戦においては、飛行機搭乗員は敵戦闘機の脅威に対抗するため、観測員の旋回機銃によって十字砲火を形成するように教えられていた。これは当時の標準的な戦法で、鈍重なタイプの飛行機にはそれでよかったが、ブリストル機の場合には適切でなく、初陣で手ひどい目に逢う結果となった。F.2Aの初陣は1917年4月、イギリス軍がアラスの戦いを始めたときの西部戦線であった。ビクトリア十字勲章受章者であるウィリアム・リーフ・ロビンソンが指揮する第48飛行中隊の6機のF.2Aは最初のパトロール任務において、マンフレート・フォン・リヒトホーフェンの指揮する「Jasta 11」の5機のアルバトロス D.III戦闘機に遭遇し、6機のF.2Aのうち4機が撃墜され、１機が大破する損害を被った。そして指揮官のロビンソンも捕虜になってしまった。
その後、より柔軟で積極的な戦術が採用され、新しいブリストル機は空中戦において、最初の遭遇戦の結果が示すような無力な存在ではないことがすぐに証明された。実際、ブリストル ファイターは速度や運動性において単座戦闘機にも勝るとも劣らないものを備えていた。パイロットは専ら前方に向けて固定された機銃を使用し、観測員の旋回機銃はおまけの「尾の棘」として機能した。このような戦法を取ることによって、ブリストル ファイターはドイツの単座戦闘機すべてにとって脅威となった。
1917年9月と10月に、F.2Bに1,600機の発注が行われた。第一次世界大戦終結時、イギリス空軍は1,583機の実働のF.2Bを保有していた。全部で5,329機が生産されたうち、大部分はブリストルで作られたが、中にはスタンダードモータースやアームストロング・ホイットワース、さらにはキュナード汽船会社によっても作られた。戦後、F.2Bは大英帝国の、特に中東、インド、中国方面において陸軍との共同作戦や軽爆撃の任務で用いられた。また、F.2Bは、ベルギー、カナダ、アイルランド、ギリシャ、メキシコ、ノルウェー、ペルー、スペイン、スウェーデンの各空軍や、ニュージーランド常備空軍、オーストラリア空軍でも使用された。F.2Bがイギリス空軍で現役から退いたのは1932年になってからであり、最後の部隊はインド駐在の第20飛行中隊だった。そしてニュージーランドではさらに3年の間現役にとどまった。
余剰となったF.2Bは民間用に改装された。エンジンをファルコンからアームストロング・シドレー・プーマに換装し、コクピットをキャノピーで覆ったタイプは「ブリストル ツアラー」と呼ばれ、206km/hの最高速度を記録した。
「ブリストル M.R.1」はしばしば「全金属製のF.2B」と言われる。ただし実際のところ、それは、胴体を上下の翼の間に置く（胴体と下翼の間に空間がある）という特徴を共有するほかは全く新しい設計といえた。2機が試作され、1917年10月23日に初飛行したが、量産はされなかった。

## 現存機
2007年現在、飛行可能なブリストル ファイターは3機（加えてレプリカが数機）存在する。シャトルワース・コレクションには、1機の飛行可能なF.2Bファイター（D8096）があり、毎年夏に飛行展示を行っている。2機めはカナダ航空博物館が所有する「D-7889」で、他にニュージーランドの映画監督ピーター・ジャクソンが「D-8040」を保有している。これは「オマカ航空事績センター（Omaka Aviation Heritage Centre）」から取得したもので、同センターはもう一つのオリジナルの胴体を保管している。展示のみされているオリジナルの機体としては、ヘンドンのイギリス空軍博物館、ダックスフォード帝国戦争博物館、スペイン・マドリードの航空博物館（Museo del Aire）、テキサス州オールド・キングズベリーのVAF、そしてベルギーのブリュッセル航空博物館に存在する。

## 使用国
イギリス
- イギリス陸軍航空隊 / イギリス空軍

 アイルランド
- アイルランド空軍

 アフガニスタン
- アフガニスタン空軍 ：1919年から1929年まで3機を運用。

 オーストラリア
- オーストラリア航空隊 ：1917年から1918年まで運用。第1（パレスチナ）、第3（フランス）、第6（イギリス）飛行中隊で使用した。第6飛行中隊は訓練部隊である。

 カナダ
- カナダ空軍

 ギリシャ王国
- ギリシャ空軍

 スウェーデン
 スペイン王国
 ニュージーランド
- ニュージーランド常備空軍 ：1919年から1936年までの16年間にわたって、7機のF.2Bを陸軍との協同作戦や偵察、訓練などに使用。

 ノルウェー
 ペルー
 ベルギー
- ベルギー空軍

 ポーランド
- ポーランド空軍 ：第一次世界大戦後に運用。

 メキシコ

## 性能諸元（F.2B）
- 乗員： 2名（パイロット、観測員）
- 全長： 25 ft 10 in （ 7.87 m ）
- 全幅： 39 ft 3 in （ 11.96 m ）
- 全高： 9 ft 9 in （ 2.97 m ）
- 翼面積： 405 ft2 （ 37.62 m2 ）
- 空虚重量： 2,145 lb （ 975 kg ）
- 離陸最大重量： 3,243 lb （ 1,474 kg ）
- エンジン： ロールス・ロイス ファルコンIII 水冷V型12気筒 275 hp ×1

- 最大速度： 123 mph （ 198 km/h ） / 高度 5,000 ft （ 1,500 m ）
- 上昇限度： 18,000 ft （ 5,500 m ）
- 上昇率： 889 ft/分 （ 4.5 m/秒 ）

- 武装：
  - 7.7 mm ヴィッカース機銃 （胴体上部・前方固定） ×1
  - 7.7 mm ルイス機銃 （観測員席・後方旋回） ×1 または 2
- 爆装： 240 lb （ 110 kg ）